# منتدى الحزام والطريق للتعاون الدولي
منتدى الحزام والطريق للتعاون الدولي (والمعروف أيضًا باسم منتدى الحزام والطريق أو BRFIC )  هو منتدى سياسي واقتصادي دولي لمبادرة الحزام والطريق التي أطلقتها الصين عام 2013.
يمثل المنتدى منصة لوضع خطط العمل من أجل تنفيذ المبادرة في مجالات البنية التحتية والطاقة والموارد والقدرة الإنتاجية والتجارة والاستثمار وتحديد المشاريع الكبرى. كما يهدف إلى أن يكون فرصة لتوقيع اتفاقيات التعاون مع الدول والمنظمات الدولية في مجال التعاون المالي؛ إلى جانب كونه منصة تعاون للعلوم والتكنولوجيا وحماية البيئة؛ وتعزيز عمليات التبادل وتدريب المواهب واتفاقيات التمويل لدعم المشاريع.

## 2017
تم عقد الحدث الأول يومي 14 و15 مايو 2017 للمنتدى في العاصمة بكين، وشارك فيه 29 رئيس دولة وحكومة أجنبية وممثلون من أكثر من 130 دولة و70 منظمة دولية.

### جدول الأعمال والأنشطة
ذكر وانغ شياو تاو، نائب رئيس اللجنة الوطنية للتنمية والإصلاح، الهدف من المنتدى في مقابلة مع وكالة أنباء ((شينخوا))، بأنه بناء "منصة تعاون دولي أكثر انفتاحا وكفاءة؛ وشبكة شراكة أوثق وأقوى؛ والدفع من أجل تحقيق المزيد من التعاون الدولي"، وطلب نظام حكم دولي أكثر عدالة ومعقولية وتوازنا."  تصور التغطية الإعلامية الغربية المنتدى بطريقة مماثلة، حيث أشارت شبكة سي إن إن إلى الحدث تحت عنوان "النظام العالمي الجديد للصين" ونشرت صحيفة لوس أنجلوس تايمز مقالًا بعنوان "العولمة 2.0: كيف تهدف قمة الصين التي تستمر يومين إلى تشكيل نظام عالمي جديد" النظام العالمي الجديد".
خلال حفل افتتاح المنتدى، أكد شي جين بينغ على أهمية تطوير طريق الحرير الرقمي:

### حضور
رؤساء الدول والحكومات
- الرئيس شي جين بينغ
- رئيس الوزراء لي كه تشيانغ

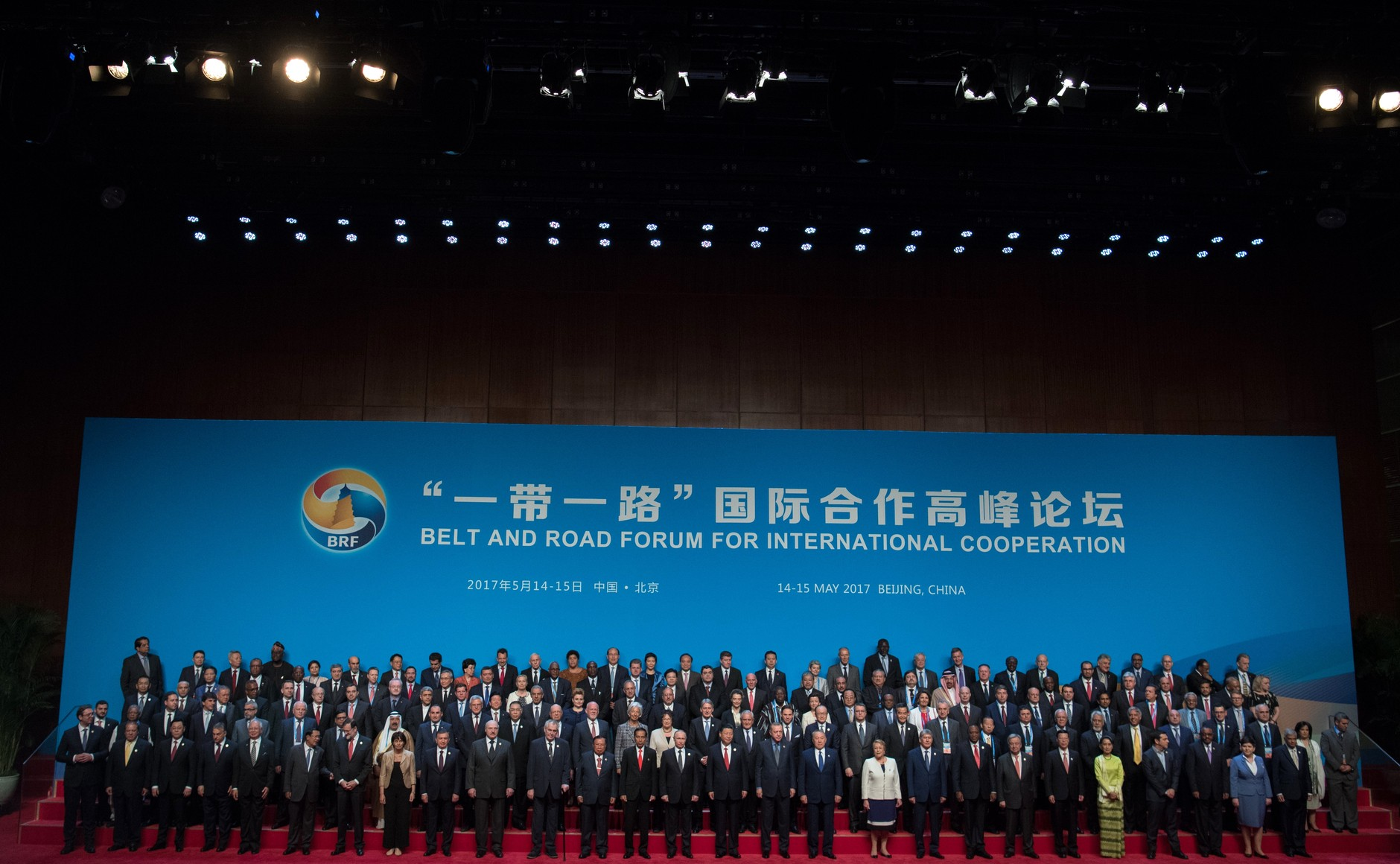
المشاركون في منتدى الحزام والطريق الأول

  - نائب رئيس مجلس الدولة تشانغ قاو لي

حضر المنتدى 29 رئيس دولة وحكومة أجنبية ووفودهم:
 

### الأماكن
في عام 2017، أقيمت الفعاليات في مركز المؤتمرات الوطني في منطقة تشاويانغ الحضرية ومركز مؤتمرات بحيرة يانكي الدولي وقاعة جيشيان في مركز مؤتمرات بحيرة يانكي في ضاحية هوايرو الخارجية.

## 2019
عُقد منتدى الحزام والطريق الثاني خلال الفترة من 25 إلى 27 أبريل 2019 في بكين. وحضر المنتدى سبعة وثلاثون رئيس دولة، بالإضافة إلى حوالي خمسة آلاف ممثل آخر.
وحدد المنتدى الثاني 283 مشروعًا واتفاقية ومبادرة قيد التنفيذ في إطار مبادرة الحزام والطريق.: 60 
وخلال المنتدى الثاني، أنشأت وزارة البيئة والبيئة في الصين التحالف الدولي للتنمية الخضراء في إطار مبادرة الحزام والطريق كمشروع مشترك مع وكالات البيئة في خمس وعشرين دولة أخرى.: 60 

## 2023
انعقدت النسخة الثالثة للمنتدى خلال 17 و18 أكتوبر 2023.